# Ясен звичайний (пам'ятка природи, Ясіня)
Я́сен звича́йний — ботанічна пам'ятка природи місцевого значення в Україні. Розташована в межах Рахівського району Закарпатської області, в смт Ясіня. 
Площа 3 га. Статус надано згідно з рішенням облради від 18.11.1969 року № 414, ріш. ОВК від 23.10.1984 року № 253. Перебуває у віданні Ясінянської селищої ради. 
Статус надано з метою збереження групи дерев (18 екземплярів) ясена звичайного (Fraxinus excelsior). 